# Festival Internacional de Cine de Cannes de 1991
El 44º Festival de Cine de Cannes se celebró entre el 9 al 20 de mayo de 1991. La Palma de Oro fue otorgada a Barton Fink de los hermanos Coen.
El festival se abrió con Homicide, dirigida por David Mamet y lo cerró Thelma y Louise, dirigida por Ridley Scott.

## Jurado

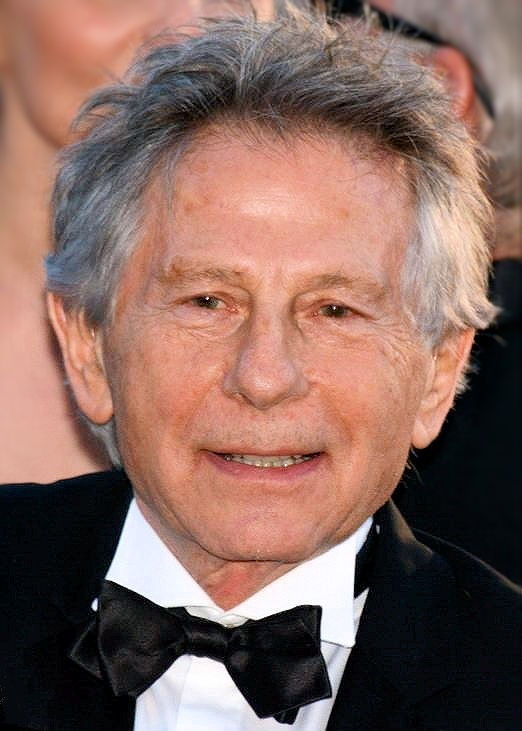
Roman Polanski, presidente del jurado de la competición principal

### Competición principal
Las siguientes personas fueron nominadas para formar parte del jurado de la competición principal en la edición de 1991:
- Roman Polanski (Polonia) Presidente
- Férid Boughedir (Túnez)
- Whoopi Goldberg (EE. UU.)
- Margaret Menegoz (Francia)
- Natalia Negoda (Rusia)
- Alan Parker (GB)
- Jean-Paul Rappeneau (Francia)
- Hans Dieter Seidel (Alemania)
- Vittorio Storaro (Italia)
- Vangelis (Grecia)

### Cámara d'Or
Las siguientes personas fueron nominadas para formar parte del jurado de la Caméra d'or de 1991:
- Geraldine Chaplin (actriz) (Estados Unidos) Presidente
- Didier Beaudet (Francia)
- Eva Sirbu (periodista) (Rumanía)
- Fernando Lara (cinéfilo) (España)
- Gilles Colpart (crítico) (Francia)
- Jan Aghed (periodista) (Suecia)
- Myriam Zemmour (cinéfila) (Francia)
- Roger Kahane (director) (Francia)

## Selección oficial

### En competición – películas
Las siguientes películas compitieron por la Palma d'Or:
| Título original              | Director(es)           | Producción                                      |
| ---------------------------- | ---------------------- | ----------------------------------------------- |
| Tsareubiytsa                 | Karen Shakhnazarov     | Unión Soviética                                 |
| Anna Karamazoff              | Rustam Khamdamov       | Unión Soviética                                 |
| Barton Fink                  | Joel Coen e Ethan Coen | Estados Unidos                                  |
| La bella mentirosa           | Jacques Rivette        | Francia / Suiza                                 |
| Bix                          | Pupi Avati             | Italia                                          |
| Lune froide                  | Patrick Bouchitey      | Francia                                         |
| La doble vida de Verónica    | Krzysztof Kieślowski   | Polonia / Francia / Noruega                     |
| Europa                       | Lars von Trier         | Dinamarca / Francia / Alemania / Suecia / Suiza |
| La carne                     | Marco Ferreri          | Italia                                          |
| Caza de brujas               | Irwin Winkler          | Estados Unidos / Francia                        |
| Homicide                     | David Mamet            | Estados Unidos                                  |
| Jungle Fever                 | Spike Lee              | Estados Unidos                                  |
| Biān zǒu biān chàng          | Chen Kaige             | China                                           |
| Malina                       | Werner Schroeter       | Alemania / Austria                              |
| Hors la vie                  | Maroun Bagdadi         | Francia                                         |
| A Rage in Harlem             | Bill Duke              | Estados Unidos                                  |
| To meteoro vima tou pelargou | Theodoros Angelopoulos | Grecia                                          |
| Van Gogh                     | Maurice Pialat         | Francia                                         |
| Il portaborse                | Daniele Luchetti       | Italia                                          |

### Un Certain Regard
Las siguientes películas fueron elegidas para competir en Un Certain Regard:
- Boyz n the Hood de John Singleton
- Pogrzeb kartofla de Jan Jakub Kolski
- A Captive in the Land de John Berry
- Ishanou de Aribam Syam Sharma
- Perekhod tovarishcha Chkalova cherez severnyy polyus de Maksim Pezhemsky
- L'entraînement du champion avant la course de Bernard Favre
- Ucieczka z kina 'Wolnosc' de Wojciech Marczewski
- Ta Dona de Adama Drabo
- Ystävät, toverit de Rauni Mollberg
- Hearts of Darkness: A Filmmaker's Apocalypse de Fax Bahr, George Hickenlooper
- Holidays on the River Yarra de Leo Berkeley
- Dar kouchehay-e eshq de Khosrow Sinai
- Lebewohl, Fremde de Tevfik Başer
- Halálutak és angyalok de Zoltán Kamondi
- Mest de Yermek Shinarbayev
- Laada de Drissa Toure
- Sango Malo de Bassek Ba Kobhio
- La isla del tesoro de Raúl Ruiz
- La mujer del puerto de Arturo Ripstein
- Yumeji de Seijun Suzuki

### Películas fuera de competición
Las siguientes películas fueron elegidas para ser proyectadas fuera de competición:
- Le film du cinéma suisse de Michel Soutter, Jean-François Amiguet
- Jacquot de Nantes de Agnès Varda
- ¡Qué asco de vida! de Mel Brooks
- En la cama con Madonna (aka. In Bed with Madonna) de Alek Keshishian
- Prospero's Books de Peter Greenaway
- Rapsodia en agosto de Akira Kurosawa
- Thelma y Louise de Ridley Scott

### Cortometrajes en competición
Los siguientes cortometrajes competían para la Palma de Oro al mejor cortometraje:
- Broken Skin de Anna Campion
- Casino de Gil Bauwens
- Les éffaceurs de Gérald Frydman
- Ja walesa de Jacek Skalski
- Mal de blocs de Marc Saint-Pierre, Nathalie Saint-Gelais
- La Noce de Régis Obadia, Joëlle Bouvier
- Nokturno de Nikola Majdak
- Push Comes to Shove de Bill Plympton
- La vie selon Luc de Jean-Paul Civeyrac
- W.A.L. de Robert Turlo
- Z podniesionymi rekami de Mitko Panov

## Secciones paralelas

### Semana Internacional de los Críticos
Las siguientes películas fueron elegidas para ser proyectadas en la trigésima Semana de la Crítica (30.e Semaine de la Critique):
Películas en competición
- Diaby, Diably de Dorota Kedzierzawska ( Polonia)
- Laafi - Tout va bien de S. Pierre Yameogo ( Burkina Faso)
- Liquid Dreams de Mark S. Manos ( Estados Unidos)
- Robert’s Movie de Canan Gerede ( Turquía)
- Sam & Me de Deepa Mehta ( Canadá)
- Trumpet Number 7 de Adrian Velicescu ( Estados Unidos)
- La Vie des morts de Arnaud Desplechin ( Francia)
- Young Soul Rebels de Isaac Julien ( Reino Unido)

Cortometrajes en competición
- Carne de Gaspar Noé ( Francia)
- Die mysreriosen lebenslinien de David Rühm ( Austria)
- Livraison à domicile de Claude Philippot ( Francia)
- A Nice Arrangement de Gurinder Chadha ( Reino Unido)
- Once Upon a Time de Kristian Petri ( Suecia)
- Petit drame dans la vie d’une femme de Andrée Pelletier ( Canadá)
- Une Symphonie du havre de Barbara Doran ( Canadá)

### Quincena de Realizadores
Las siguientes películas fueron elegidas para ser proyectadas en la Quincena de Realizadores de 1991 (Quinzaine des Réalizateurs):
- The Adjuster de Atom Egoyan
- Annabelle partagée de Francesca Comencini
- The Cabinet of Dr. Ramirez de Peter Sellars
- Chichkhan de Fadhel Jaïbi y M. Ben Mahmoud
- Danzón de Maria Novaro
- O Drapetis de Lefteris Xanthopoulos
- És mégis... de Zsolt Kezdi-Kovacs
- Une histoire inventée de André Forcier
- The Indian Runner de Sean Penn
- Lost In Siberia de Alexandre Mitta
- Ovo Malo Duse de Ademir Kenovic
- Paris Trout de Stephen Gyllenhaal
- Proof de Jocelyn Moorhouse
- Rebro Adama de Viatcheslav Krichtofovitch
- Riff-Raff de Ken Loach
- Toto, el héroe de Jaco Van Dormael
- Caldo soffocante de Giovanna Gagliardo

Cortometrajes
- Le Caire de Youssef Chahine

## Premios

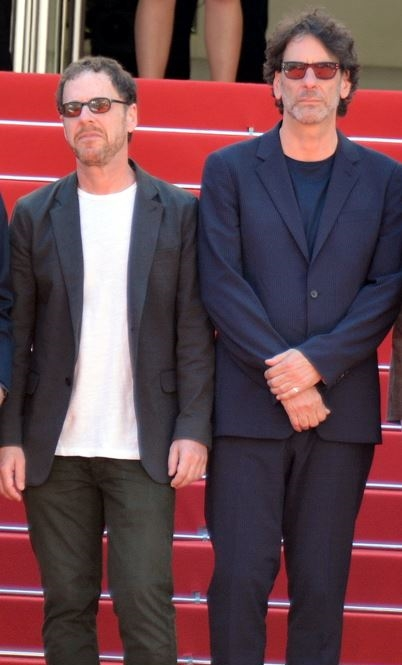
Joel e Ethan Coen, ganadores de la Palma d'Or

### Premios oficiales
Els guardonados en las secciones oficiales de 1991 fueron:
- Palma de Oro: Barton Fink de Joel Coen e Ethan Coen
- Gran Premio del Jurado: La bella mentirosa de Jacques Rivette
- Mejor director: Joel Coen por Barton Fink
- Mejor actriz: Irène Jacob por La double vie de Véronique
- Mejor actor: John Turturro por Barton Fink
- Mejor actor secundario: Samuel L. Jackson per Jungle Fever
- Premio del Jurado:
  - Europa de Lars von Trier
  - Hors la vie de Maroun Bagdadi

Càmera d'Or
- Caméra d'or: Toto, el héroe de Jaco Van Dormael
- Caméra d'Or - Mención especial: Proof de Jocelyn Moorhouse y Sam & Me de Deepa Mehta[12]

Cortometrajes
- Palma de Oro al mejor cortometraje: Z podniesionymi rekami de Mitko Panov
- Premio especial del jurado: Push Comes to Shove de Bill Plympton

### Premios independentes
Premios FIPRESCI
- La doble vida de Verónica de Krzysztof Kieślowski (En competición)
- Riff-Raff de Ken Loach (Quincena de los directores)

Commission Supérieure Technique
- Gran Premio Técnico: Lars von Trier por Europa

Jurado Ecuménico
- Premio del Jurado Ecuménico: La doble vida de Verónica de Krzysztof Kieślowski
- Jurado Ecuménico - Mención especial: Jungle Fever de Spike Lee y La Belle Noiseuse de Jacques Rivette[12]

Premio de la Juventud
- - Película extranjera: Toto, el héroe de Jaco Van Dormael
  - Película francesa: Cheb de Rachid Bouchareb

Premios en el marco de la Semana Internacional de la Crítica
- Premio SACD:
  - Mejor corto: Carne de Gaspar Noé
  - Mejor película: Young Soul Rebels de Isaac Julien